# Bridgend
Bridgend (walisisk: Pen-y-bont ar Ogwr eller blotr just Pen-y-bont, der betyder "enden på broen over Ogmore") er en by Bridgend County Borough i Wales, omkring 32 km vest for Cardiff og 32 km øst for Swansea. Byen har navn efter den middelalderlige bro, der går over floden Ogmore. Floden Ewenny løber også igennem byen.
Historisk har byen været en del af Glamorgan. Siden 1980 er byen blevet udvidet kraftigt – i 2001 havde byen 39.429 indbyggere, og i 2011 havde Bridgend Local Authority 139.200 indbyggere, hvilket var en stigning fra 128.700 i 2001. Befolkningstilvæksten på 8,2% er den største i Wales efter Cardiff, og det er en af de største byer i Wales.
Blandt byens vartegn er ruinerne af Newcastle Castle fra middelalderen.